# Conquête du Tibet par les Mongols

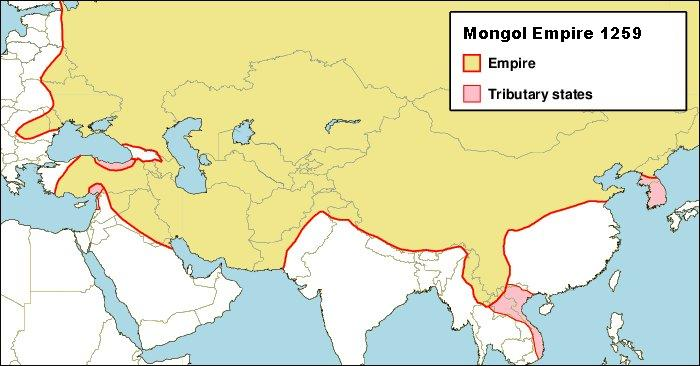
L'Empire mongol en 1259, selon Keith Pickering.

La conquête du Tibet par les Mongols a lieu au cours du XIIIe siècle, avec une première invasion en 1240, poursuivie en 1253 par Godan Khan et Kubilai Khan 
Auparavant, en 1207, devant le déferlement des armées mongoles de Gengis Khan, les chefs tibétains décident de se soumettre et de payer tribut à ce dernier pour éviter à leurs territoires d'être envahis. 
Cependant, à la mort de Gengis Khan en 1227, les chefs tibétains cessent de payer ce tribut, ce qui entraîne l'intervention armée des Mongols,. 
Les Gengiskhanides, ses descendants, continuent les conquêtes après sa mort, notamment son petit-fils Möngke (Mönkh) puis le frère de ce dernier, Kubilai Khan, fondateur de la dynastie Yuan qui contrôle la Mongolie, les territoires des Hans et le Tibet.

## Contexte

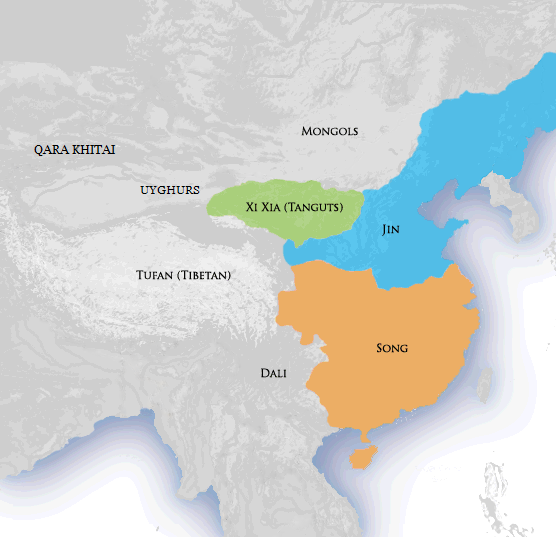
États de la région en 1141.

Après avoir uni les clans mongols et turcs d'Asie centrale au sein de l'Empire mongol, Gengis Khan, qui en devient le premier empereur en 1206, étend son empire aux régions voisines.
Il lance plusieurs raids contre le royaume tangoute, dirigé par la dynastie des Xia occidentaux, puis conquiert la majorité du territoire en 1209 lors d'une invasion à grande échelle. 
Il en fait anéantir systématiquement les villes, mais le royaume n'est définitivement pris qu'en 1227, quelques mois après sa mort, avec la chute de Yinchuan, la capitale des Xia,
Gengis Khan conquiert aussi Pékin, qui devient Khanbalik, et une partie du Nord de la Chine, de la Sogdiane.

## Invasions

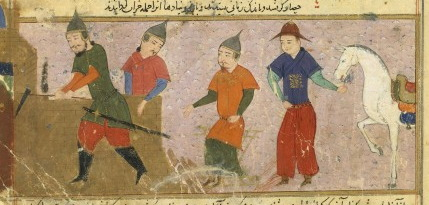
Gengis Khan et trois de ses fils lors de la conquête du Royaume Tangoute (enluminure de 1430).

En 1227, année de la mort Gengis Khan, ses descendants achèvent la conquête du Royaume Xixia (Tangoutes), au nord-est du plateau du Tibet
Au Tibet, où il n'y a pas de pouvoir central et où des potentats locaux alliés ou appartenant à des lignées religieuses se partagent pouvoir et influence, une première campagne est décidée en 1240 par Ködan Khan, petit-fils de Gengis Khan et fils d'Ögedaï Khan. Une armée de 30 000 hommes, sous la conduite du général tangoute Doorda Darquan, atteint Phanpo au nord de Lhassa et détruit deux monastères Kadampa,. L'abbé du monastère kadampa de Radeng, sous la menace de voir ses moines passés au fil de l'épée, se rend et, pressé par la partie adverse de fournir le nom d'une personnalité bouddhiste susceptible de représenter les Tibétains à la cour mongole, suggère Kunga Gyaltsen, le 4e occupant du trône sakya.
À l'instar des Tangoutes, qui ont été les protecteurs du clergé bouddhiste dans l'Amdo et ont appelé à leur cour des lamas tibétains comme précepteurs impériaux, Ködan Khan décide, en 1244, de faire venir à sa cour Sakya Pandita, chef de la lignée sakyapa du bouddhisme tibétain, pour établir avec lui une relation patron-chapelain.
Ne pouvant refuser une telle invitation sans risque pour sa personne, celui-ci s'exécute, mais prend son temps, arrivant à la cour mongole à l'été 1246, accompagné de ses deux neveux, Phagpa et Tchagna.
Il ne peut refuser la proposition de Ködan Khan d'être le représentant du Tibet et doit demander par lettre, en 1249, aux différentes personnalités tibétaines, de se soumettre à l'autorité mongole.
Pour Elliot Sperling, c'est l'époque généralement considérée comme le début de la tutelle des Mongols sur le Tibet.
Désormais, les dignitaires sakya doivent superviser le gouvernement local et se charger de prélever les impôts dus aux Mongols. Sakya Pandita termine sa vie en 1251 à Liangzhou parmi les Mongols, loin du Tibet, dans le temple que lui a fait construire Godan.
Ces derniers le tienennt en « très hautes estimes » car c'est un des premiers maîtres bouddhistes qui leur ait permis de connaitre la croyance qu'ils adoptent plus tard .
La deuxième invasion, entre 1251 et 1253, décidée par Möngke Khan, voit d'une part Qoridai, le commandant des troupes mongoles, soumettre à la domination mongole toute la région jusqu'à Damxung (Dangquka), au nord-est de Lhassa, d'autre part une armée commandée par Dupeta (ou Dobeta) pénétrer dans le pays jusqu'à Dam, tuant, pillant, incendiant des maisons, détruisant des temples,.
En 1253, Kubilaï Khan, le frère de Möngke Khan, conquiert le Royaume de Dali (aujourd'hui province du Yunnan) au sud-est du Tibet. Duan Xingzhi (段兴智), roi de Dali, se soumet, Kubilaï le laisse en liberté et lui donne le titre de Maharaja (chinois : 摩诃罗嵯, móhēluócuó, également écrit : mo-ho-lo-ts'o). En 1257, les troupes mongoles pillent Hanoi .
Kubilaï succède à son frère Möngke en 1260.
En 1277, une armée mongole forte de 3 800 hommes, dirigée par Nâçir ed-Din et composée de Ts'ouan, de P'o et de Mossos, arrive à Kaungsin (en) (situé dans l'actuelle District de Bhamo, en Birmanie) et détruit de fond en comble les retranchements du chef birman Si-ngan, ainsi que 300 postes fortifiés.
Kubilai Khan conquiert la Chine de la dynastie Song du Sud en 1279, et, sacré empereur, y fonde la dynastie Yuan. Il renforce la tutelle mongole sur le Tibet en s'appuyant sur la lignée sakyapa.
Selon le juriste Michael van Walt van Praag, le lien du Tibet à l'Empire mongol n'était pas de nature féodale, car il ne comportait pas d'élément de supériorité et de subordination caractéristique de la relation d'un suzerain à son vassal. Bien que le Tibet fût l'obligé de l'empire mongol, cette obligation procédait non pas d'une simple soumission à la domination mongole, mais d'une combinaison de relations religieuses, culturelles, raciales et politiques propres à cet empire.

## Contrôle administratif du Tibet par les Mongols (1270-1350)

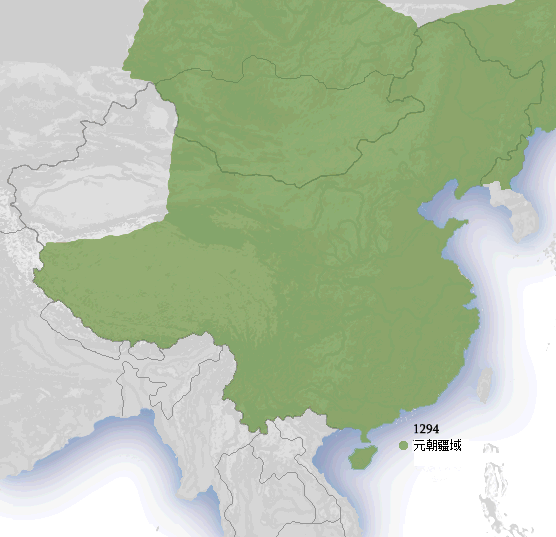
Khaganat de la dynastie Yuan en 1294.

Les Mongols, pour appuyer leur pouvoir, nomment des membres de la branche sakyapa du bouddhisme tibétain à la tête du Tibet. Kubilai Khan donne au neveu de Sakya Pandita, Drogön Chögyal Phagpa, le rôle de dishi, maître impérial, qui remplace celui de guoshi (maître national) des précédentes dynasties. Il lui confie le contrôle du Tibet, qu'il exercera depuis son temple, le temple Dahuguo Renwang (pinyin : dàhùguó rénwáng sì) à l'emplacement de l'actuel temple Zhenjue de Khanbalik (actuellement Pékin).
La suzeraineté du Tibet occidental pendant un siècle correspond à la montée en puissance du contrôle de l'école Sakya et donc de la dynastie Yuan sur le Ngari.
Selon Warren W. Smith, les relations du Tibet avec la dynastie Yuan lui évitent d'être conquis et permettent la promotion du bouddhisme tibétain.

## Chute de l'Empire mongol
La majorité de la dynastie Yuan sera conquise par la dynastie Ming en 1368. Elle se retranche d'abord dans le Nord dans les steppes de Mongolie, cette période est appelée Dynastie Yuan du Nord, avant de s'effacer en 1388 ou en 1635, selon le point de vue des historiens. 
Le Tibet central (Ü-Tsang) passe alors par la période Phagmodrupa (1351-1642). Le nouveau gouvernement de Changchub Gyaltsen (1302 — 1364), abolit les lois mongoles en faveur de l’ancien code tibétain, chasse l'école Sakya favorisée par les Mongols, pour remettre les écoles tibétaine bouddhique Karma-kagyu et chamanique bön. Les vêtements de cour mongols sont écartés pour un costume tibétain.
Les Qoshots, des Mongols dzoungars, conquièrent de nouveau le Tibet au XVIIe siècle, sous le règne de Güshi Khan, et placent, avec l'aide de la dynastie Qing, le dalaï-lama au pouvoir à Lhassa en 1642. Après sa victoire, Güshi Khan s'arroge le titre de roi du Tibet (« Khan des Tibétains ») et s'installe à Lhassa. Gardant le pouvoir militaire entre ses mains, il laisse le dalaï-lama et le régent administrer le pays jusqu'à sa mort en 1655. C'est le début de la période dite du Ganden Phodrang (1642-1959), pendant la majeure partie de laquelle le Tibet est sous la tutelle de la dynastie mandchoue des Qing,.